# Dix-huitième circonscription du Nord
La dix-huitième circonscription du Nord est l'une des 21 circonscriptions législatives françaises que compte le département du Nord. Elle est représentée dans la XVIIe législature par Alexandre Dufosset (RN). Son suppléant est Pierre-Antoine Watremez.

## Description géographique et démographique

### De 1958 à 1986
À la suite de l'ordonnance no 58-945 du 13 octobre 1958 relative à l'élection des députés à l'assemblée nationale, la dix-huitième circonscription du Nord était créée et regroupait les divisions administratives suivantes : 
- Canton de Condé-sur-l'Escaut
- canton de Valenciennes-Est[1],[2].

### De 1986 à 2010
Par la loi no 86-1197 du 24 novembre 1986
 de découpage électoral, la circonscription regroupait les divisions administratives suivantes : 
- Canton de Cambrai-Est
- canton de Cambrai-Ouest
- canton de Clary
- canton de Marcoing.

### Depuis 2010
Depuis l'adoption de l'ordonnance no 2009-935 du 29 juillet 2009, ratifiée par le Parlement français le 21 janvier 2010, elle est composée des divisions administratives suivantes :
- Canton de Cambrai-Est
- canton de Cambrai-Ouest
- canton du Cateau-Cambrésis
- canton de Clary
- canton de Marcoing.

Lors du recensement général de la population en 1999, réalisé par l'Institut national de la statistique et des études économiques (INSEE), la population de cette circonscription est estimée à 107 016 habitants,.

La dix-huitième circonscription en 1958.
La dix-huitième circonscription en 1986.
La dix-huitième circonscription en 2010.

### Pyramide des âges
| Hommes | Classe d’âge   | Femmes |
| ------ | -------------- | ------ |
| 7      | 65 ans et plus | 11     |
| 28     | 20 à 64 ans    | 29     |
| 13     | 0 à 19 ans     | 12     |

### Catégorie socio-professionnelle
Répartition de la population active par catégorie socio-professionnelle en 2013
| Agriculteurs | Artisans, commerçants, chefs d'entreprise | Cadres, professions intellectuelles | Professions intermédiaires | Employés | Ouvriers | Retraités | Autres |
| ------------ | ----------------------------------------- | ----------------------------------- | -------------------------- | -------- | -------- | --------- | ------ |
| 0,7 %        | 2,8 %                                     | 4,3 %                               | 11,8 %                     | 16,2 %   | 17,9 %   | 27,1 %    | 19,2 % |

## Historique des députations
| Législature | Début de mandat | Fin de mandat  | Député                  | Parti politique | Observations |
| ----------- | --------------- | -------------- | ----------------------- | --------------- | --- |
| Ire         | 9 décembre 1958 | 9 octobre 1962 | Ernest Denis            | UNR             | Mandat écourté à la suite d'une dissolution parlementaire décidée par Charles de Gaulle.                                                                       |
| IIe         | 6 décembre 1962 | 2 avril 1967   | Georges Bustin          | PCF             | |
| IIIe        | 3 avril 1967    | 30 mai 1968    | Georges Bustin          | PCF             | Mandat écourté à la suite d'une dissolution parlementaire décidée par Charles de Gaulle.                                                                       |
| IVe         | 11 juillet 1968 | 1er avril 1973 | Georges Bustin          | PCF             | |
| Ve          | 2 avril 1973    | 2 avril 1978   | Georges Bustin          | PCF             | |
| VIe         | 3 avril 1978    | 22 mai 1981    | Georges Bustin          | PCF             | Mandat écourté à la suite d'une dissolution parlementaire décidée par François Mitterrand.                                                                     |
| VIIe        | 2 juillet 1981  | 1er avril 1986 | Georges Bustin          | PCF             | |
| VIIIe       | 2 avril 1986    | 14 mai 1988    | Aucun                   | Aucun           | Proportionnelle par département, pas de député par circonscription. Mandat écourté à la suite d'une dissolution parlementaire décidée par François Mitterrand. |
| IXe         | 23 juin 1988    | 1er avril 1993 | Jean Le Garrec          | PS              | |
| Xe          | 2 avril 1993    | 21 avril 1997  | Claude Pringalle        | RPR             | Mandat écourté à la suite d'une dissolution parlementaire décidée par Jacques Chirac.                                                                          |
| XIe         | 12 juin 1997    | 18 juin 2002   | Brigitte Douay          | PS              | |
| XIIe        | 19 juin 2002    | 19 juin 2007   | François-Xavier Villain | apparenté UMP   | |
| XIIIe       | 20 juin 2007    | 19 juin 2012   | François-Xavier Villain | Non-inscrit     | |
| XIVe        | 20 juin 2012    | 20 juin 2017   | François-Xavier Villain | apparenté UDI   | |
| XVe         | 21 juin 2017    | 21 juin 2022   | Guy Bricout             | apparenté UDI   | |
| XVIe        | 22 juin 2022    | 9 juin 2024    | Guy Bricout             | apparenté UDI   | Mandat écourté à la suite d'une dissolution parlementaire décidée par Emmanuel Macron.                                                                         |
| XVIIe       | 8 juillet 2024  | En cours       | Alexandre Dufosset      | RN              | |

## Historiques des élections

### Élections de 1958
| Candidat       | Candidat         | Parti          | Premier tour | Premier tour | Second tour | Second tour |  |
| Candidat       | Candidat         | Parti          | Voix         | %            | Voix        | %           |  |
| -------------- | ---------------- | -------------- | ------------ | ------------ | ----------- | ----------- |  |
|                | Tarsyle Dewasmes | SFIO           | 14 228       | 34,02        | 12 976      | 30,48       |  |
|                | Ernest Denis élu | UNR            | 13 433       | 32,12        | 15 986      | 37,55       |  |
|                | Georges Bustin   | PCF            | 13 267       | 31,72        | 13 608      | 31,97       |  |
|                | Fénelon Coquelet | Soc.ind.       | 899          | 2,15         |             |             |  |
|                |                  |                |              |              |             |             |  |
| Inscrits       | Inscrits         | Inscrits       | 51 241       | 100,00       | 51 284      | 100,00      |  |
| Abstentions    | Abstentions      | Abstentions    | 8 600        | 16,78        | 8 156       | 15,9        |  |
| Votants        | Votants          | Votants        | 42 641       | 83,22        | 43 128      | 84,1        |  |
| Blancs et nuls | Blancs et nuls   | Blancs et nuls | 814          | 1,91         | 558         | 1,29        |  |
| Exprimés       | Exprimés         | Exprimés       | 41 827       | 98,09        | 42 570      | 98,71       |  |

Le suppléant d'Ernest Denis était Armand Évrard, artisan peintre, conseiller municipal de Bruay-sur-l'Escaut.

### Élections de 1962
| Candidat       | Candidat           | Parti          | Premier tour | Premier tour | Second tour | Second tour |  |
| Candidat       | Candidat           | Parti          | Voix         | %            | Voix        | %           |  |
| -------------- | ------------------ | -------------- | ------------ | ------------ | ----------- | ----------- |  |
|                | Georges Bustin élu | PCF            | 16 385       | 41,43        | 21 874      | 52,92       |  |
|                | Armand Évrard      | UNR-UDT        | 10 931       | 27,64        | 17 110      | 41,39       |  |
|                | Tarsyle Dewasmes   | SFIO           | 7 250        | 18,33        | Retrait     | Retrait     |  |
|                | Ernest Denis       | Extrême droite | 2 455        | 6,21         | 2 353       | 5,69        |  |
|                | Émile Mégueule     | MRP            | 1 642        | 4,15         |             |             |  |
|                | Jean Caudrelier    | CNIP           | 888          | 2,25         |             |             |  |
|                |                    |                |              |              |             |             |  |
| Inscrits       | Inscrits           | Inscrits       | 52 084       | 100,00       | 52 080      | 100,00      |  |
| Abstentions    | Abstentions        | Abstentions    | 11 670       | 22,41        | 9 547       | 18,33       |  |
| Votants        | Votants            | Votants        | 40 414       | 77,59        | 42 533      | 81,67       |  |
| Blancs et nuls | Blancs et nuls     | Blancs et nuls | 863          | 2,14         | 1 196       | 2,81        |  |
| Exprimés       | Exprimés           | Exprimés       | 39 551       | 97,86        | 41 337      | 97,19       |  |

Le suppléant de Georges Bustin était Eugène Thiémé, ancien colonel de la Résistance, de Fresnes-sur-Escaut.

### Élections de 1967
| Candidat       | Candidat                     | Parti          | Premier tour | Premier tour | Second tour | Second tour |  |
| Candidat       | Candidat                     | Parti          | Voix         | %            | Voix        | %           |  |
| -------------- | ---------------------------- | -------------- | ------------ | ------------ | ----------- | ----------- |  |
|                | Georges Bustin sortant réélu | PCF            | 19 857       | 43,85        | 24 427      | 54          |  |
|                | Jean-Claude Fortuit          | UD-Ve          | 17 169       | 37,91        | 20 812      | 46          |  |
|                | Tarsyle Dewasmes             | FGDS (SFIO)    | 6 366        | 14,06        | Retrait     | Retrait     |  |
|                | René Lanoy                   | CD (PDM)       | 1 891        | 4,18         |             |             |  |
|                |                              |                |              |              |             |             |  |
| Inscrits       | Inscrits                     | Inscrits       | 53 890       | 100,00       | 53 885      | 100,00      |  |
| Abstentions    | Abstentions                  | Abstentions    | 7 744        | 14,37        | 7 427       | 13,78       |  |
| Votants        | Votants                      | Votants        | 46 146       | 85,63        | 46 458      | 86,22       |  |
| Blancs et nuls | Blancs et nuls               | Blancs et nuls | 863          | 1,87         | 1 219       | 2,62        |  |
| Exprimés       | Exprimés                     | Exprimés       | 45 283       | 98,13        | 45 239      | 97,38       |  |

Le suppléant de Georges Bustin était Eugène Thiémé.

### Élections de 1968
| Candidat       | Candidat                     | Parti          | Premier tour | Premier tour | Second tour | Second tour |  |
| Candidat       | Candidat                     | Parti          | Voix         | %            | Voix        | %           |  |
| -------------- | ---------------------------- | -------------- | ------------ | ------------ | ----------- | ----------- |  |
|                | Georges Bustin sortant réélu | PCF            | 19 204       | 42,91        | 22 362      | 50,21       |  |
|                | Bernard Vinstock             | RI (URP)       | 18 935       | 42,31        | 22 176      | 49,79       |  |
|                | Bernard Delautre             | FGDS (CIR)     | 4 720        | 10,55        |             |             |  |
|                | René Lanoy                   | CNIP (PDM)     | 1 890        | 4,22         |             |             |  |
|                |                              |                |              |              |             |             |  |
| Inscrits       | Inscrits                     | Inscrits       | 53 859       | 100,00       | 53 852      | 100,00      |  |
| Abstentions    | Abstentions                  | Abstentions    | 8 416        | 15,63        | 8 336       | 15,48       |  |
| Votants        | Votants                      | Votants        | 45 443       | 84,37        | 45 516      | 84,52       |  |
| Blancs et nuls | Blancs et nuls               | Blancs et nuls | 694          | 1,53         | 978         | 2,15        |  |
| Exprimés       | Exprimés                     | Exprimés       | 44 749       | 98,47        | 44 538      | 97,85       |  |

Le suppléant de Georges Bustin était Gaston Poulain, journaliste, conseiller général du canton de Valenciennes-Est, conseiller municipal de Valenciennes.

### Élections de 1973
| Candidat       | Candidat                     | Parti          | Premier tour | Premier tour | Second tour | Second tour |  |
| Candidat       | Candidat                     | Parti          | Voix         | %            | Voix        | %           |  |
| -------------- | ---------------------------- | -------------- | ------------ | ------------ | ----------- | ----------- |  |
|                | Georges Bustin sortant réélu | PCF            | 20 639       | 43,89        | 25 828      | 55,4        |  |
|                | Bernard Vinstock             | RI (URP)       | 14 538       | 30,92        | 20 789      | 44,6        |  |
|                | Jean-Claude Dumez            | PS (UGSD)      | 5 639        | 11,99        |             |             |  |
|                | Michel Ronfard               | MR             | 3 114        | 6,62         |             |             |  |
|                | Roger Lepée                  | Divers droite  | 2 206        | 4,69         |             |             |  |
|                | Claude Riu                   | LO             | 884          | 1,88         |             |             |  |
|                |                              |                |              |              |             |             |  |
| Inscrits       | Inscrits                     | Inscrits       | 56 594       | 100,00       | 56 589      | 100,00      |  |
| Abstentions    | Abstentions                  | Abstentions    | 8 606        | 15,21        | 8 500       | 15,02       |  |
| Votants        | Votants                      | Votants        | 47 988       | 84,79        | 48 089      | 84,98       |  |
| Blancs et nuls | Blancs et nuls               | Blancs et nuls | 968          | 2,02         | 1 472       | 3,06        |  |
| Exprimés       | Exprimés                     | Exprimés       | 47 020       | 97,98        | 46 617      | 96,94       |  |

Le suppléant de Georges Bustin était Gaston Poulain.

### Élections de 1978
| Candidat       | Candidat                     | Parti             | Premier tour | Premier tour | Second tour | Second tour |  |
| Candidat       | Candidat                     | Parti             | Voix         | %            | Voix        | %           |  |
| -------------- | ---------------------------- | ----------------- | ------------ | ------------ | ----------- | ----------- |  |
|                | Georges Bustin sortant réélu | PCF               | 22 811       | 42,1         | 30 886      | 57,42       |  |
|                | Jean-Claude Prud'homme       | RPR               | 10 247       | 18,91        | 22 906      | 42,58       |  |
|                | Daniel Bois                  | PS                | 8 370        | 15,45        | Retrait     | Retrait     |  |
|                | Georges Pettenati            | UDF (MDSF)        | 6 987        | 12,9         |             |             |  |
|                | Luc Coppin                   | Divers écologiste | 2 948        | 5,44         |             |             |  |
|                | Michèle Payelle              | Divers droite     | 1 922        | 3,55         |             |             |  |
|                | Christiane Lefebvre          | LO                | 892          | 1,65         |             |             |  |
|                |                              |                   |              |              |             |             |  |
| Inscrits       | Inscrits                     | Inscrits          | 64 183       | 100,00       | 64 186      | 100,00      |  |
| Abstentions    | Abstentions                  | Abstentions       | 8 991        | 14,01        | 8 785       | 13,69       |  |
| Votants        | Votants                      | Votants           | 55 192       | 85,99        | 55 401      | 86,31       |  |
| Blancs et nuls | Blancs et nuls               | Blancs et nuls    | 1 015        | 1,84         | 1 609       | 2,9         |  |
| Exprimés       | Exprimés                     | Exprimés          | 54 177       | 98,16        | 53 792      | 97,1        |  |

La suppléante de Georges Bustin était Lydie Flecq, employée, secrétaire de la fédération du Nord du PCF.

### Élections de 1981
| Candidat       | Candidat                     | Parti          | Premier tour | Premier tour | Second tour | Second tour |  |
| Candidat       | Candidat                     | Parti          | Voix         | %            | Voix        | %           |  |
| -------------- | ---------------------------- | -------------- | ------------ | ------------ | ----------- | ----------- |  |
|                | Georges Bustin sortant réélu | PCF            | 19 773       | 42,38        | 29 869      | 63,38       |  |
|                | Daniel Bois                  | PS             | 12 122       | 25,98        | Retrait     | Retrait     |  |
|                | Jean-Claude Prud'homme       | RPR (UNM)      | 11 617       | 24,90        | 17 260      | 36,62       |  |
|                | Alain Penalva                | UDF (CDS)      | 3 143        | 6,74         |             |             |  |
|                |                              |                |              |              |             |             |  |
| Inscrits       | Inscrits                     | Inscrits       | 65 537       | 100,00       | 65 537      | 100,00      |  |
| Abstentions    | Abstentions                  | Abstentions    | 18 063       | 27,56        | 16 702      | 25,48       |  |
| Votants        | Votants                      | Votants        | 47 474       | 72,44        | 48 835      | 74,52       |  |
| Blancs et nuls | Blancs et nuls               | Blancs et nuls | 819          | 1,73         | 1 706       | 3,49        |  |
| Exprimés       | Exprimés                     | Exprimés       | 46 655       | 98,27        | 47 129      | 96,51       |  |

Le suppléant de Georges Bustin était Fabien Thiémé, fraiseur, de Marly.

### Élections de 1988
| Candidat       | Candidat                     | Parti          | Premier tour | Premier tour | Second tour | Second tour |  |
| Candidat       | Candidat                     | Parti          | Voix         | %            | Voix        | %           |  |
| -------------- | ---------------------------- | -------------- | ------------ | ------------ | ----------- | ----------- |  |
|                | Jacques Legendre sortant     | RPR (URC)      | 21 852       | 39,85        | 28 227      | 47,6        |  |
|                | Jean Le Garrec sortant réélu | PS             | 20 280       | 36,98        | 31 072      | 52,4        |  |
|                | Édouard Tricquet             | PCF            | 8 098        | 14,77        |             |             |  |
|                | Jacques Disdier              | FN             | 4 607        | 8,4          |             |             |  |
|                |                              |                |              |              |             |             |  |
| Inscrits       | Inscrits                     | Inscrits       | 76 855       | 100,00       | 76 852      | 100,00      |  |
| Abstentions    | Abstentions                  | Abstentions    | 20 663       | 26,89        | 15 685      | 20,41       |  |
| Votants        | Votants                      | Votants        | 56 192       | 73,11        | 61 167      | 79,59       |  |
| Blancs et nuls | Blancs et nuls               | Blancs et nuls | 1 355        | 2,41         | 1 868       | 3,05        |  |
| Exprimés       | Exprimés                     | Exprimés       | 54 837       | 97,59        | 59 299      | 96,95       |  |

Le suppléant de Jean Le Garrec était Jacques Warin, adjoint au maire de Caudry.

### Élections de 1993
| Candidat       | Candidat             | Parti          | Premier tour | Premier tour | Second tour | Second tour |  |
| Candidat       | Candidat             | Parti          | Voix         | %            | Voix        | %           |  |
| -------------- | -------------------- | -------------- | ------------ | ------------ | ----------- | ----------- |  |
|                | Claude Pringalle élu | RPR (UPF)      | 20 403       | 38,69        | 29 490      | 55,36       |  |
|                | Jacques Warin        | PS (ADFP)      | 11 479       | 21,77        | 23 779      | 44,64       |  |
|                | Jacques Disdier      | FN             | 7 492        | 14,21        |             |             |  |
|                | Édouard Tricquet     | PCF            | 7 189        | 13,63        |             |             |  |
|                | Maggie Cuvillier     | Les Verts (EÉ) | 3 961        | 7,51         |             |             |  |
|                | Marie-Lise Delannoy  | LT-LNÉ         | 2 211        | 4,19         |             |             |  |
|                |                      |                |              |              |             |             |  |
| Inscrits       | Inscrits             | Inscrits       | 76 517       | 100,00       | 76 513      | 100,00      |  |
| Abstentions    | Abstentions          | Abstentions    | 20 601       | 26,92        | 18 638      | 24,36       |  |
| Votants        | Votants              | Votants        | 55 916       | 73,08        | 57 875      | 75,64       |  |
| Blancs et nuls | Blancs et nuls       | Blancs et nuls | 3 181        | 5,69         | 4 606       | 7,96        |  |
| Exprimés       | Exprimés             | Exprimés       | 52 735       | 94,31        | 53 269      | 92,04       |  |

La suppléante de Claude Pringalle était Liliane Durieux, pharmacienne aux Rues-des-Vignes, conseillère générale du canton de Marcoing.

### Élections de 1997
| Candidat       | Candidat                | Parti          | Premier tour | Premier tour | Second tour | Second tour |  |
| Candidat       | Candidat                | Parti          | Voix         | %            | Voix        | %           |  |
| -------------- | ----------------------- | -------------- | ------------ | ------------ | ----------- | ----------- |  |
|                | François-Xavier Villain | Divers droite  | 16 224       | 30,87        | 26 264      | 48,29       |  |
|                | Brigitte Douay élue     | PS             | 12 873       | 24,49        | 28 123      | 51,71       |  |
|                | Albert Ponthieux        | FN             | 8 617        | 16,39        |             |             |  |
|                | Colette Dessaint        | PCF            | 7 252        | 13,8         |             |             |  |
|                | Pierre Doise            | Divers droite  | 2 563        | 4,88         |             |             |  |
|                | Maggie Cuvillier        | Les Verts      | 1 908        | 3,63         |             |             |  |
|                | Vincent Cambier         | LDI (MPF)      | 1 110        | 2,11         |             |             |  |
|                | Mercedes Mamane         | LT-LNÉ         | 874          | 1,66         |             |             |  |
|                | Victor Sailly           | Divers droite  | 616          | 1,17         |             |             |  |
|                | Claudine Sartiaux       | MDC            | 525          | 1            |             |             |  |
|                |                         |                |              |              |             |             |  |
| Inscrits       | Inscrits                | Inscrits       | 75 770       | 100,00       | 75 767      | 100,00      |  |
| Abstentions    | Abstentions             | Abstentions    | 20 129       | 26,57        | 17 955      | 23,7        |  |
| Votants        | Votants                 | Votants        | 55 641       | 73,43        | 57 812      | 76,3        |  |
| Blancs et nuls | Blancs et nuls          | Blancs et nuls | 3 079        | 5,53         | 3 425       | 5,92        |  |
| Exprimés       | Exprimés                | Exprimés       | 52 562       | 94,47        | 54 387      | 94,08       |  |

Le suppléant de Brigitte Douay était Bernard Podevin, conseiller municipal de Caudry, proviseur de lycée professionnel.

### Élections de 2002
| Candidat       | Candidat                    | Parti             | Premier tour | Premier tour | Second tour | Second tour |  |
| Candidat       | Candidat                    | Parti             | Voix         | %            | Voix        | %           |  |
| -------------- | --------------------------- | ----------------- | ------------ | ------------ | ----------- | ----------- |  |
|                | François-Xavier Villain élu | UMP               | 20 993       | 42,48        | 26 437      | 55,86       |  |
|                | Brigitte Douay sortante     | PS                | 14 261       | 28,85        | 20 888      | 44,14       |  |
|                | Mélanie Disdier             | FN                | 6 484        | 13,12        |             |             |  |
|                | Colette Dessaint            | PCF               | 2 991        | 6,05         |             |             |  |
|                | Catherine Dubois            | CPNT              | 1 066        | 2,16         |             |             |  |
|                | Hélène Janisset             | LO                | 708          | 1,43         |             |             |  |
|                | Pierre Laperrelle           | Les Verts         | 708          | 1,43         |             |             |  |
|                | Isabelle Dufraisse          | MPF               | 566          | 1,15         |             |             |  |
|                | Simone Dehaies              | Divers écologiste | 544          | 1,1          |             |             |  |
|                | Lydie Thouvenot             | LCR               | 529          | 1,07         |             |             |  |
|                | Albert Ponthieux            | MNR               | 467          | 0,94         |             |             |  |
|                | Muriel Baude                | Divers écologiste | 107          | 0,22         |             |             |  |
|                |                             |                   |              |              |             |             |  |
| Inscrits       | Inscrits                    | Inscrits          | 77 644       | 100,00       | 77 646      | 100,00      |  |
| Abstentions    | Abstentions                 | Abstentions       | 27 254       | 35,1         | 28 345      | 36,51       |  |
| Votants        | Votants                     | Votants           | 50 390       | 64,9         | 49 301      | 63,49       |  |
| Blancs et nuls | Blancs et nuls              | Blancs et nuls    | 966          | 1,92         | 1 976       | 4,01        |  |
| Exprimés       | Exprimés                    | Exprimés          | 49 424       | 98,08        | 47 325      | 95,99       |  |

Le suppléant de François-Xavier Villain était Guy Bricout, maire de Caudry, conseiller général du canton de Clary, fonctionnaire.

### Élections de 2007
| Candidat       | Candidat                              | Parti             | Premier tour | Premier tour | Second tour | Second tour |  |
| Candidat       | Candidat                              | Parti             | Voix         | %            | Voix        | %           |  |
| -------------- | ------------------------------------- | ----------------- | ------------ | ------------ | ----------- | ----------- |  |
|                | François-Xavier Villain sortant réélu | UMP               | 22 512       | 48,03        | 26 519      | 57,45       |  |
|                | Brigitte Douay                        | PS                | 11 985       | 25,57        | 19 641      | 42,55       |  |
|                | Colette Dessaint                      | PCF               | 3 016        | 6,43         |             |             |  |
|                | Mélanie Disdier                       | FN                | 2 893        | 6,17         |             |             |  |
|                | Sylvain Tranoy                        | UDF–MoDem         | 2 774        | 5,92         |             |             |  |
|                | Ève Glatkowski                        | LCR               | 817          | 1,74         |             |             |  |
|                | Chantal Malpaux-Dupont                | Les Verts         | 713          | 1,52         |             |             |  |
|                | Denis Bittner                         | CPNT              | 672          | 1,43         |             |             |  |
|                | Daniel Grimonprez                     | Divers écologiste | 546          | 1,16         |             |             |  |
|                | Hélène Janisset                       | LO                | 514          | 1,1          |             |             |  |
|                | Isabelle Nogier                       | MPF               | 271          | 0,58         |             |             |  |
|                | Josiane Bazin                         | MNR               | 162          | 0,35         |             |             |  |
|                | Guillaume Buil                        | Divers            | 0            | 0            |             |             |  |
|                |                                       |                   |              |              |             |             |  |
| Inscrits       | Inscrits                              | Inscrits          | 79 468       | 100,00       | 79 467      | 100,00      |  |
| Abstentions    | Abstentions                           | Abstentions       | 31 611       | 39,78        | 31 722      | 39,92       |  |
| Votants        | Votants                               | Votants           | 47 857       | 60,22        | 47 745      | 60,08       |  |
| Blancs et nuls | Blancs et nuls                        | Blancs et nuls    | 982          | 2,05         | 1 585       | 3,32        |  |
| Exprimés       | Exprimés                              | Exprimés          | 46 875       | 97,95        | 46 160      | 96,68       |  |

### Élections de 2012
| Candidat       | Candidat                              | Parti          | Premier tour | Premier tour | Second tour | Second tour |  |
| Candidat       | Candidat                              | Parti          | Voix         | %            | Voix        | %           |  |
| -------------- | ------------------------------------- | -------------- | ------------ | ------------ | ----------- | ----------- |  |
|                | François-Xavier Villain sortant réélu | DLR (UMP)      | 22 541       | 43,73        | 28 541      | 57,63       |  |
|                | Martine Filleul                       | PS             | 16 604       | 32,22        | 20 982      | 42,37       |  |
|                | Samuel Lenclud                        | RBM (FN)       | 7 635        | 14,81        |             |             |  |
|                | Brigitte Lefebvre                     | FG (PCF)       | 3 344        | 6,49         |             |             |  |
|                | Pierre Laperelle                      | EÉLV (MÉI)     | 892          | 1,73         |             |             |  |
|                | Agnès Risbec                          | LO             | 286          | 0,55         |             |             |  |
|                | Jean Konieczka                        | NPA            | 239          | 0,46         |             |             |  |
|                |                                       |                |              |              |             |             |  |
| Inscrits       | Inscrits                              | Inscrits       | 92 022       | 100,00       | 92 017      | 100,00      |  |
| Abstentions    | Abstentions                           | Abstentions    | 39 671       | 43,11        | 40 849      | 44,39       |  |
| Votants        | Votants                               | Votants        | 52 351       | 56,89        | 51 168      | 55,61       |  |
| Blancs et nuls | Blancs et nuls                        | Blancs et nuls | 810          | 1,55         | 1 645       | 3,21        |  |
| Exprimés       | Exprimés                              | Exprimés       | 51 541       | 98,45        | 49 523      | 96,79       |  |

### Élections de 2017
Député sortant : François-Xavier Villain (Union des démocrates et indépendants).
|                                                                          |                                                                     |                           |                           |                          |                          |
|                                                                          |                                                                     | Premier tour 11 juin 2017 | Premier tour 11 juin 2017 | Second tour 18 juin 2017 | Second tour 18 juin 2017 |
|                                                                          |                                                                     |                           |                           |                          |                          |
|                                                                          |                                                                     | Nombre                    | % des inscrits            | Nombre                   | % des inscrits           |
| Inscrits                                                                 | Inscrits                                                            | 91 575                    | 100,00                    | 91 572                   | 100,00                   |
| Abstentions                                                              | Abstentions                                                         | 48 363                    | 52,81                     | 53 516                   | 58,44                    |
| Votants                                                                  | Votants                                                             | 43 212                    | 47,19                     | 38 056                   | 41,56                    |
|                                                                          |                                                                     |                           | % des votants             |                          | % des votants            |
| Bulletins blancs                                                         | Bulletins blancs                                                    | 848                       | 1,96                      | 2 662                    | 6,99                     |
| Bulletins nuls                                                           | Bulletins nuls                                                      | 296                       | 0,68                      | 1 362                    | 3,58                     |
| Suffrages exprimés                                                       | Suffrages exprimés                                                  | 42 068                    | 97,35                     | 34 032                   | 89,43                    |
|                                                                          |                                                                     |                           |                           |                          |                          |
| Candidat Étiquette politique (partis et alliances)                       | Candidat Étiquette politique (partis et alliances)                  | Voix                      | % des exprimés            | Voix                     | % des exprimés           |
|                                                                          |                                                                     |                           |                           |                          |                          |
|                                                                          | Guy Bricout Union des démocrates et indépendants (Les Républicains) | 13 232                    | 31,45                     | 21 669                   | 63,67                    |
|                                                                          | Claire Pommeyrol-Burlet La République en marche                     | 10 684                    | 25,40                     | 12 363                   | 36,33                    |
|                                                                          | Mélanie Disdier Front national                                      | 10 234                    | 24,33                     |                          |                          |
|                                                                          | Thérèse-Marie Cardon La France insoumise                            | 5 071                     | 12,05                     |                          |                          |
|                                                                          | Thomas Frémond Europe Écologie Les Verts                            | 1 416                     | 3,37                      |                          |                          |
|                                                                          | Rosella Milot Debout la France                                      | 615                       | 1,46                      |                          |                          |
|                                                                          | Gautier Thery Lutte ouvrière                                        | 612                       | 1,45                      |                          |                          |
|                                                                          | Emmanuelle Larsen Divers (Union populaire républicaine)             | 197                       | 0,47                      |                          |                          |
|                                                                          | Joël Lamand Divers droite (Alliance royale)                         | 5                         | 0,01                      |                          |                          |
|                                                                          | Vincent Harduin Écologiste (Mouvement 100 %)                        | 2                         | 0,00                      |                          |                          |
| Source : Ministère de l'Intérieur - Dix-huitième circonscription du Nord |                                                                     |                           |                           |                          |                          |

### Élections de 2022
Député sortant : Guy Bricout (Union des démocrates et indépendants).
| Résultats des élections législatives des 12 et 19 juin 2022 de la 18e circonscription du Nord |                          |                          |              |              |             |             |
| Candidat                                                                                      | Candidat                 | Parti et coalition       | Premier tour | Premier tour | Second tour | Second tour |
| Candidat                                                                                      | Candidat                 | Parti et coalition       | Voix         | %            | Voix        | %           |
|                                                                                               | Mélanie Disdier          | RN                       | 12 074       | 29,86        | 18 768      | 49,42       |
|                                                                                               | Guy Bricout              | UDI (UDC)                | 8 835        | 21,85        | 19 211      | 50,58       |
|                                                                                               | Stéphanie Maréchal       | LFI (NUPES)              | 6 207        | 15,35        |             |             |
|                                                                                               | Pierre-Antoine Villain   | UDI diss.                | 5 390        | 13,33        |             |             |
|                                                                                               | Philippe Loyez           | LREM (ENS)               | 4 980        | 12,32        |             |             |
|                                                                                               | Gérard Philippe          | REC                      | 1 329        | 3,29         |             |             |
|                                                                                               | Aurélien Dolay           | PA                       | 1 021        | 2,53         |             |             |
|                                                                                               | Nadine Reynaert          | LO                       | 593          | 1,47         |             |             |
| Votes valides                                                                                 | Votes valides            | Votes valides            | 40 429       | 98,22        | 37 979      | 94,70       |
| Votes blancs                                                                                  | Votes blancs             | Votes blancs             | 544          | 1,32         | 1 539       | 3,84        |
| Votes nuls                                                                                    | Votes nuls               | Votes nuls               | 190          | 0,46         | 585         | 1,46        |
| Total                                                                                         | Total                    | Total                    | 41 163       | 100          | 40 103      | 100         |
| Abstention                                                                                    | Abstention               | Abstention               | 49 941       | 54,82        | 51 013      | 55,99       |
| Inscrits / participation                                                                      | Inscrits / participation | Inscrits / participation | 91 104       | 45,18        | 91 116      | 44,01       |

### Élections de 2024
Député sortant : Guy Bricout (Union des démocrates et indépendants).
|                          | Alexandre Dufosset       | RN                       | RN                       | 29 404 | 52,51 |  |  |
|                          | Nicolas Siegler          | SE (Divers Droite)       | DVD                      | 18 434 | 32,92 |  |  |
|                          | Benoît Maréchal          | LFI (NFP)                | UG                       | 7 230  | 12,91 |  |  |
|                          | Nadine Reynaert          | LO                       | EXG                      | 930    | 1,66  |  |  |
|                          |                          |                          |                          |        |       |  |  |
| Suffrages exprimés       | Suffrages exprimés       | Suffrages exprimés       | Suffrages exprimés       | 55 998 | 97,54 |  |  |
| Votes blancs             | Votes blancs             | Votes blancs             | Votes blancs             | 998    | 1,74  |  |  |
| Votes nuls               | Votes nuls               | Votes nuls               | Votes nuls               | 415    | 0,72  |  |  |
| Total                    | Total                    | Total                    | Total                    | 57 411 | 100   |  |  |
| Abstention               | Abstention               | Abstention               | Abstention               | 33 410 | 36,79 |  |  |
| Inscrits / participation | Inscrits / participation | Inscrits / participation | Inscrits / participation | 90 821 | 63,21 |  |  |